# 正二十四胞體堆砌
在四維幾何學中，正二十四胞體堆砌是三種四維空間正堆砌體之一，由正二十四胞體獨立堆砌而成，其對偶多胞體為正十六胞體堆砌。

## 性質
正二十四胞體堆砌在施萊夫利符號中用 {\displaystyle \left\{3\,,4\,,3\,,3\right\}} 表示，代表每個三角形面周圍都環繞著3個正二十四胞體，也稱為三階正二十四胞體堆砌。正二十四胞體堆砌每條稜周圍都有4個正二十四胞體，棱圖為正四面體；每個頂點都是8個正二十四胞體的公共頂點，頂點圖為超立方體。

### 牛頓數
若將3-球體內切入這個堆砌體的每個超胞，則產生的結果將會是四維空間中可能的正超球體填充中最緊密的一種排佈，其牛頓數為24。其堆積密度為：
{\displaystyle {\frac {\pi ^{2}}{16}}\cong 0.61685}。

### 頂點座標
正二十四胞體堆砌可以建構於D4或F4根網格的沃罗诺伊图，每個正二十四胞體幾何中心都位於D4網格的頂點上，即
{\displaystyle \left\{(x_{i})\in \mathbb {Z} ^{4}:{\textstyle \sum _{i}}x_{i}\equiv 0\;({\mbox{mod }}2)\right\}}
座標的位置。
這些點也可以使用奇平方範數的赫爾維茨整數（一個整的四元數，又稱赫爾維茨四元數）來描述。
正二十四胞體堆砌的頂點座標可以位於 {\displaystyle {\begin{smallmatrix}\left(i+{\frac {1}{2}}\,,\,j+{\frac {1}{2}}\,,\,k\,,\,l\right)\end{smallmatrix}}}、 {\displaystyle {\begin{smallmatrix}\left(i+{\frac {1}{2}}\,,\,j\,,\,k+{\frac {1}{2}}\,,\,l\right)\end{smallmatrix}}}、 {\displaystyle {\begin{smallmatrix}\left(i+{\frac {1}{2}}\,,\,j\,,\,k\,,\,l+{\frac {1}{2}}\right)\end{smallmatrix}}}、 (i,j+½,k+½,l)、 (i,j+½,k,l+½)、 (i,j,k+½,l+½) 的點上

## 相關多胞體與堆砌
正二十四胞體堆砌是四維空間三種正堆砌體之一，其他的四維空間正堆砌體有：
| 图像         | 超立方體堆砌 | 正十六胞體堆砌 | 正二十四胞體堆砌 |
| 施萊夫利符號 | {4,3,3,4}    | {3,3,4,3}      | {3,4,3,3}        |